# Mira Luoti
Mira Anna Maria Luoti (Pori, Finlandia; 28 de febrero de 1978), cantante finlandesa, integrante de la banda PMMP.

## Biografía
Mucho antes de que empezara a hablar, Mira ya cantaba. Su madre, que vio en ella dotes muy especiales para la música, grabó todo lo que cantaba en cintas de casete, que Mira todavía conserva y que escucha de vez en cuando. A diferencia de su compañera de banda, Paula Vesala, Mira no llegó a dar ningún concierto cuando era pequeña, aunque su madre la llevó a la selección de Eurovisión en la cual cantó la canción Hallelujah.
Mira soñaba con ser cantante de ópera. La primera banda a la que perteneció se llamaba Jykäbox ja pimut y la formó junto con su hermana Kikka y su vecino de casa de verano, y una banda formada únicamente por chicas llamada Siversisters. A los 18 años se unió a la banda Supertroupers.

## PMMP
En el año 2002 ingresó en el concurso Popstars Finland, donde conoció a la que hoy en día es su compañera de banda, Paula Vesala. Ninguna de las dos ganó, pero si fueron semi-finalistas. Tras el programa, Paula y Mira conocieron a Mikko, Juho, y Heikki. 
En enero de 2007, Mira ganó diversos premios Emma Gaala junto con PMMP.
El nombre de la banda PMMP, son siglas de "Paulan ja Miran Molemmat Puolet", que significa "Los dos lados de Paula y Mira".
En la actualidad, PMMP es una banda de gran reconocimiento en Finlandia.

## Vida personal
El padre de Mira murió cuando ella tenía solo tres meses de edad, algo similar a lo que le ocurrió a su amiga y compañera, Paula.
A lo largo de su vida, ha vivido en Kaarina, Turku, Playa del Inglés y Brighton, pero en la actualidad reside en Helsinki.
Está casada con un entrenador (su única aparición pública fue en la Celebración de Independencia de Finlandia, el 6 de diciembre de 2009). Su primer hijo nació en noviembre de 2007, y el segundo en 2009.

## Trivia
- Aparte de la música, Mira tiene otros talentos: sabe ballet, danza finlandesa, sabe jugar al hockey sobre hielo, baila jazz...

- También sabe tocar el clarinete, con el que protagonizó una peculiar escena: Mira tuvo una audiencia de jazz en el Teatro de Turku, pero no la dejaron tocar así que estrelló el clarinete contra la pared y la descalificaron... Aunque aparte de este suceso, Mira ha tocado en festivales y competiciones a nivel mundial.

- Como curiosidad del primer disco de la banda Kuulkaas Enot!, Mira escribió una canción a su mejor amiga Niina Sinkkonen; la canción en cuestión es Niina, la cual se extrajo como single.

- Entre sus bandas favoritas están The Cure, Interpol, Bloc Party, Björk, The Cardigans, Coldplay, New Order, Nirvana, Smashing Pumpkins, Queen, Pink Floyd, ABBA, Tori Amos, Nick Cave, Radiohead, etc.

- Mira viajó a Nueva York y allí conoció a los chicos de uno de sus grupos favoritos, Interpol.

- Al contrario que Paula, Mira esta tatuada.

- Al igual que su compañera Paula Vesala y la pareja de esta (Lauri Ylönen), firmó en 2009 un petitorio para modificar la Ley de Derechos de Autor de Finlandia.